# Ira Courtney
John Ira Courtney (ur. 27 kwietnia 1889 w Minneapolis, zm. 15 kwietnia 1968 w Fontanie) – amerykański lekkoatleta, uczestnik V Letnich Igrzysk Olimpijskich. W latach 1909–1914 zdobył wiele nagród i tytułów mistrzowskich jako sprinter i płotkarz. Na igrzyskach w Sztokholmie wystartował w trzech konkurencjach: biegu na 100 m, biegu na 200 m oraz w sztafecie 4 × 100 m. Wziął także udział w olimpijskich zawodach baseballowych. W późniejszych latach został mistrzem południowej Kalifornii w piłce ręcznej.
Rekordy życiowe: 100 metrów – 10,8 (1912); 200 metrów – 21,8 (1912).